# کالیبر ۴۵×۵٫۵۶ میلی‌متر ناتو
کالیبر ۴۵×۵٫۵۶ میلی‌متر ناتو (انگلیسی: 5.56×45mm NATO) که نام رسمی آن در سازمان پیمان آتلانیتک شمالی ۵٫۵۶ ناتو می‌باشد و در اصطلاح عامه نیز به ۵٫۵ میلیمتری ناتو یا به اختصار ۵ میلیمتری ناتو نیز شناخته می‌شود، یک خانواده از فشنگ‌های باریک و متوسط برای سلاح‌های تهاجمی است که در اواخر دهه ۱۹۷۰ میلادی در بلژیک توسط فابریک ناسیونال ساخته شد. در ۲۸ اکتبر ۱۹۸۰ تحت توافق استانداردسازی به شماره ۴۱۷۲ به عنوان دومین فشنگ استاندارد سلاح‌های انفرادی برای نیروهای سازمان پیمان آتلانتیک شمالی (ناتو) انتخاب شد و امروزه حتی در بسیار از کشورهایی که عضو این پیمان نیستند نیز به عنوان یک کالیبر سازمانی شناخته می‌شود.